# Дієго Капель
Дієго Капель (ісп. Diego Capel, нар. 16 лютого 1988, Альбокс) — іспанський футболіст, півзахисник. Насамперед відомий виступами за клуби «Севілья» та «Спортінг» (Лісабон), а також національну збірну Іспанії.

## Клубна кар'єра
Вихованець футбольної школи «Барселони» та «Севільї».

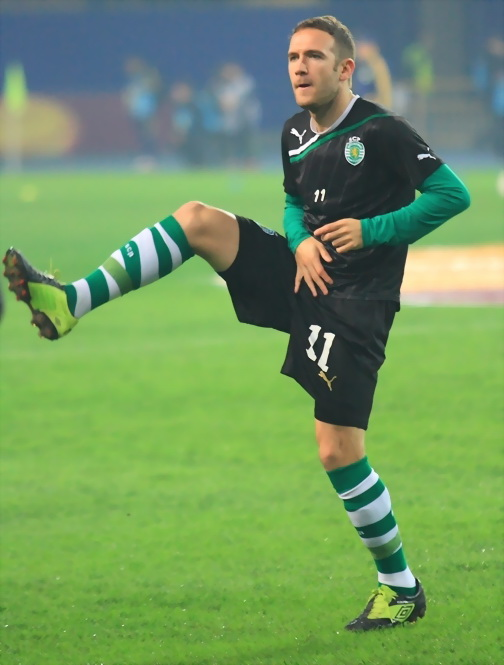
Дієго Капель під час виступів за «Спортінг». 2012 рік.

У дорослому футболі дебютував 2004 року виступами за команду «Севілья Атлетіко», яка є дублем «Севільї». Там Дієго провів три сезони, взявши участь у 88 матчах чемпіонату. Одночасно з виступами у другій команді, Капель інколи виходив на поле і у складі основної команди «Севільї». Всього Дієго відіграв за клуб з Севільї сім сезонів своєї ігрової кар'єри. За цей час двічі виборював титул володаря Кубка Іспанії, ставав володарем Суперкубка Іспанії, дворазовим володарем Кубка УЄФА та володарем Суперкубка УЄФА.
До складу клубу «Спортінг» приєднався 22 липня 2011 року за 6 млн. євро. Всього за чотири роки встиг відіграти за лісабонський клуб 99 матчів в національному чемпіонаті.
У сезоні 2015/16 виступав за італійське «Дженоа», після чого перейшов у бельгійський «Андерлехт», де теж провів один рік, покинувши команду у серпні 2017 року.
4 серпня 2018 року, після більш ніж року без клубу, Капель приєднався до клубу іспанської Сегунди «Естремадура», де виступав до липні 2019 року.
У січні 2020 року Кепель знову відправився за кордон у «Біркіркару» з мальтійської Прем’єр-ліги, підписавши контракт до кінця сезону з можливістю продовження ще на один, але пішов з команди вже у березні через спалах пандемії COVID-19.
У лютому 2022 року, після майже двох років без клубу, 34-річний Капел приєднався до клубу другого грецького дивізіону «Іродотос». 24 жовтня 2023 року, рівно через 19 років після свого дебюту на дорослому рівні, він оголосив про завершення кар'єри.

## Виступи за збірні
2004 року дебютував у складі юнацької збірної Іспанії, взяв участь у 29 іграх на юнацькому рівні, відзначившись 2 забитими голами.
Протягом 2007—2011 років залучався до складу молодіжної збірної Іспанії, разом з якою був учасником молодіжного чемпіонату світу 2007 року, молодіжного чемпіонату Європи 2009 року, та молодіжного чемпіонату Європи 2011 року, на якому Дієго разом із командою здобув титул молодіжного чемпіона Європи. Всього на молодіжному рівні зіграв у 31 офіційному матчі, забив 7 голів.
20 серпня 2008 року дебютував в офіційних матчах у складі національної збірної Іспанії. Всього провів у формі головної команди країни 2 матчі.

## Титули і досягнення
- Володар Кубка Іспанії (2):

«Севілья»: 2006/07, 2009/10
- Володар Суперкубка Іспанії (1):

«Севілья»: 2007
- Володар Кубка УЄФА (2):

«Севілья»: 2005/06, 2006/07
- Володар Суперкубка УЄФА (1):

«Севілья»: 2006
- Володар Кубка Португалії (1):

«Спортінг» (Лісабон): 2014/15
- Володар Суперкубка Португалії (1):

«Спортінг» (Лісабон): 2015
- Чемпіон Бельгії (1):

«Андерлехт»: 2016/17
- Володар Суперкубка Бельгії (1):

«Андерлехт»: 2017
- Чемпіон Європи (U-19) (1):

Іспанія U-19: 2006
- Чемпіон Європи (U-21) (1):

Іспанія U-21: 2011